# Волейбол на Панамериканских играх 2015
Соревнования по волейболу на XVII Панамериканских играх проходили с 16 по 26 июля 2015 года в Торонто (Канада) с участием 8 мужских и 8 женских национальных сборных команд. Было разыграно 2 комплекта наград. Чемпионские титулы выиграли: у мужчин — сборная Аргентины, у женщин — сборная США.

## Команды-участницы
Состав участников был скомплектован следующим образом:

### Мужчины
- Канада — команда страны-организатора;
- Куба, Мексика, Пуэрто-Рико, США — 4 лучшие команды по рейтингу NORCECA;
- Аргентина, Бразилия, Колумбия — 3 лучшие команды по рейтингу CSV.

### Женщины
- Канада — команда страны-организатора;
- Доминиканская Республика, Куба, Пуэрто-Рико, США — 4 лучшие команды по рейтингу NORCECA;
- Аргентина, Бразилия, Перу — 3 лучшие команды по рейтингу CSV.

## Система проведения турнира
По 8 команд-участниц у мужчин и женщин на предварительном этапе разбиты на две группы. Победители групповых турниров напрямую выходят в полуфинал плей-офф. Команды, занявшие в группах 2-3-и места проводят стыковые четвертьфинальные матчи. В полуфинале победители групп играют с победителями четвертьфиналов за выход в финал. Победители полуфинальных матчей разыгрывают первенство, проигравшие — бронзовые награды. Проигравшие в четвертьфиналах разыгрывают 5—6-е, худшие команды в группах — 7—8-е места.
Приоритетом при распределении мест в группах является количество побед, затем набранные очки, соотношение партий, соотношение игровых очков. За победу со счётом 3:0 команды получают по 5 очков, за победу 3:1 — 4 очка, 3:2 — 3 очка, за поражение 2:3 проигравшие получают по 2 очка, за поражение 1:3 — 1, за поражение 0:3 очки не начисляются.

## Мужской турнир

### Предварительный этап

#### Группа A
| М | Команда   | 1   | 2   | 3   | 4   | И | В | П | С/П | О  |
| - | --------- | --- | --- | --- | --- | - | - | - | --- | -- |
| 1 | Бразилия  |     | 3:0 | 2:3 | 3:0 | 3 | 2 | 1 | 8:3 | 12 |
| 2 | Аргентина | 0:3 |     | 3:1 | 3:0 | 3 | 2 | 1 | 6:4 | 9  |
| 3 | Куба      | 3:2 | 1:3 |     | 3:0 | 3 | 2 | 1 | 7:5 | 9  |
| 4 | Колумбия  | 0:3 | 0:3 | 0:3 |     | 3 | 0 | 3 | 0:9 | 0  |

17 июля: Бразилия — Колумбия 3:0 (25:16, 25:13, 25:16); Аргентина — Куба 3:1 (25:20, 25:15, 23:25, 25:15).
19 июля: Куба — Бразилия 3:2 (25:20, 18:25, 25:23, 22:25, 15:11); Аргентина — Колумбия 3:0 (25:14, 25:16, 25:21).
21 июля: Бразилия — Аргентина 3:0 (29:27, 25:21, 25:22); Куба — Колумбия 3:0 (25:16, 25:19, 25:18).

#### Группа B
| М | Команда     | 1   | 2   | 3   | 4   | И | В | П | С/П | О  |
| - | ----------- | --- | --- | --- | --- | - | - | - | --- | -- |
| 1 | Канада      |     | 3:1 | 3:2 | 3:0 | 3 | 3 | 0 | 9:3 | 12 |
| 2 | Пуэрто-Рико | 1:3 |     | 3:1 | 3:0 | 3 | 2 | 1 | 7:4 | 10 |
| 3 | США         | 2:3 | 1:3 |     | 3:1 | 3 | 1 | 2 | 6:7 | 7  |
| 4 | Мексика     | 0:3 | 0:3 | 1:3 |     | 3 | 0 | 3 | 1:9 | 1  |

17 июля: Пуэрто-Рико — США 3:1 (25:23, 24:26, 25:20, 28:26); Канада — Мексика 3:0 (25:18, 25:19, 25:18).
19 июля: Канада — Пуэрто-Рико 3:1 (25:23, 25:23, 21:25, 25:20); США — Мексика 3:1 (20:25, 27:25, 25:16, 25:17).
21 июля: Пуэрто-Рико — Мексика 3:0 (25:23, 25:14, 25:20); Канада — США 3:2 (19:25, 25:27, 25:23, 25:16, 15:12).

### Матч за 7-е место
24 июля
Мексика — Колумбия 3:0 (25:20, 25:17, 25:18).

### Плей-офф

#### Четвертьфинал
22 июля
Аргентина — США 3:0 (25:16, 25:21, 25:15)
Пуэрто-Рико — Куба 3:2 (20:25, 22:25, 25:21, 25:20, 25:11)

#### Матч за 5-е место
24 июля
Куба — США 3:1 (28:30, 25:22, 25:14, 25:22).

#### Полуфинал
24 июля
Аргентина — Канада 3:1 (28:26, 20:25, 25:21, 25:23)
Бразилия — Пуэрто-Рико 3:0 (25:16, 25:17, 25:23)

#### Матч за 3-е место
26 июля
Канада — Пуэрто-Рико 3:1 (25:11, 25:12, 23:25, 25:18).

#### Финал
| 26 июля 2015 | \| Аргентина \| 3:2 norceca.net \| Бразилия \| \| Максимилиано Гауна (13) Лусиано де Чекко (1) Факундо Конте (23) Себастьян Соле (10) Хосе Луис Гонсалес (3) Эзекиэль Паласиос (9) Себастьян Клостер (л) Николас Уриарте Мартин Рамос (10) Хавьер Филарди Пабло Крер (1) Лусиано Дзорнетта (5) \| Голы \| Маурисио Луис ди Соуза (4) Мурило Радке (1) Дуглас Соуза (18) Отавио Энрике Пинто (11) Ренан Буйатти (28) Маурисио Силва (6) Тьяго Брендле (л) Тьяго Велозо Рафаэл Араужо (1) Жуан Феррейра \| | Торонто Exhibition Hall 4900 зрителей |
| Счёт по партиям — 25:23, 18:25, 19:25, 25:23, 15:8. Время матча — 2 часа 32 минуты. Судьи: Скотт Маклин, Луис Масиас. | | |
| Аргентина | 3:2 norceca.net | Бразилия |
| Максимилиано Гауна (13) Лусиано де Чекко (1) Факундо Конте (23) Себастьян Соле (10) Хосе Луис Гонсалес (3) Эзекиэль Паласиос (9) Себастьян Клостер (л) Николас Уриарте Мартин Рамос (10) Хавьер Филарди Пабло Крер (1) Лусиано Дзорнетта (5) | Голы | Маурисио Луис ди Соуза (4) Мурило Радке (1) Дуглас Соуза (18) Отавио Энрике Пинто (11) Ренан Буйатти (28) Маурисио Силва (6) Тьяго Брендле (л) Тьяго Велозо Рафаэл Араужо (1) Жуан Феррейра |

## Женский турнир

### Предварительный этап

#### Группа A
| М | Команда                  | 1   | 2   | 3   | 4   | И | В | П | С/П | О  |
| - | ------------------------ | --- | --- | --- | --- | - | - | - | --- | -- |
| 1 | Доминиканская Республика |     | 3:1 | 1:3 | 3:0 | 3 | 2 | 1 | 7:4 | 13 |
| 2 | Аргентина                | 1:3 |     | 3:0 | 3:1 | 3 | 2 | 1 | 7:4 | 10 |
| 3 | Куба                     | 3:1 | 0:3 |     | 1:3 | 3 | 1 | 2 | 4:7 | 5  |
| 4 | Канада                   | 0:3 | 1:3 | 3:1 |     | 3 | 1 | 2 | 4:7 | 2  |

Места 1-2 и 3-4 распределены по соотношению игровых очков: Доминиканская Республика — 1,214, Аргентина — 0,992; Куба — 0,958, Канада — 0,874.
16 июля: Аргентина — Куба 3:0 (25:23, 26:24, 25:19); Доминиканская Республика — Канада 3:0 (25:15, 25:13, 25:15).
18 июля: Доминиканская Республика — Аргентина 3:1 (22:25, 25:11, 25:22, 25:18); Канада — Куба 3:1 (25:21, 19:25, 25:18, 25:22).
20 июля: Аргентина — Канада 3:1 (23:25, 27:25, 25:20, 25:21); Куба — Доминиканская Республика 3:1 (25:22, 25:22, 21:25, 25:20).

#### Группа B
| М | Команда     | 1   | 2   | 3   | 4   | И | В | П | С/П | О  |
| - | ----------- | --- | --- | --- | --- | - | - | - | --- | -- |
| 1 | Бразилия    |     | 3:2 | 3:2 | 3:1 | 3 | 3 | 0 | 9:5 | 10 |
| 2 | США         | 2:3 |     | 3:0 | 3:0 | 3 | 2 | 1 | 8:3 | 12 |
| 3 | Пуэрто-Рико | 2:3 | 0:3 |     | 3:0 | 3 | 1 | 2 | 5:6 | 7  |
| 4 | Перу        | 1:3 | 0:3 | 0:3 |     | 3 | 0 | 3 | 1:9 | 1  |

16 июля: Бразилия — Пуэрто-Рико 3:2 (23:25, 28:26, 25:17, 24:26, 15:10); США — Перу 3:0 (25:15, 25:13, 25:14).
18 июля: Бразилия — Перу 3:1 (25:27, 25:5, 25:17, 25:16); США — Пуэрто-Рико 3:0 (25:17, 25:22, 25:14).
20 июля: Пуэрто-Рико — Перу 3:0 (25:18, 25:16, 25:23); Бразилия — США 3:2 (22:25, 25:21, 18:25, 25:22, 15:11).

### Матч за 7-е место
23 июля
Перу — Канада 3:2 (22:25, 26:24, 17:25, 25:21, 15:13).

### Плей-офф

#### Четвертьфинал
22 июля
Пуэрто-Рико — Аргентина 3:2 (25:21, 25:27, 25:10, 11:25, 15:13)
США — Куба 3:1 (25:18, 25:19, 22:25, 25:18)

#### Матч за 5-е место
23 июля
Куба — Аргентина 3:1 (25:21, 21:25, 25:17, 25:21).

#### Полуфинал
23 июля
Бразилия — Пуэрто-Рико 3:2 (18:25, 24:26, 25:22, 25:19, 15:11)
США — Доминиканская Республика 3:1 (25:17, 22:25, 25:18, 25:22)

#### Матч за 3-е место
25 июля
Доминиканская Республика — Пуэрто-Рико 3:1 (25:22, 25:22, 22:25, 25:21).

#### Финал
| 25 июля 2015 | \| США \| 3:0 toronto2015.org \| Бразилия \| \| Карли Ллойд (1) Криста Вансэнт (11) Рэчел Адамс (8) Николь Фосетт (21) Кристин Хильдебранд (10) Лорен Паолини (6) Натали Хагглунд (л) Кэссиди Лихтман Мишель Барч (6) Дженна Хагглунд \| Голы \| Макрис Карнейро (2) Фе Гарай (20) Аденизия да Силва (5) Розамария Монтибельер (3) Мариана Коста (4) Барбара Брух Камила Брайт (л) Мишель Паван Жойс Силва (3) Ана Тьеми Жаклин Перейра (10) Анжелика Малинверно (5) \| | Торонто Exhibition Hall 4900 зрителей |
| Счёт по партиям — 25:22, 25:21, 28:26. Время матча — 1 час 41 минута. Судьи: Лурдес Перес, Денни Сеспедес.                                                                            | | |
| США | 3:0 toronto2015.org | Бразилия |
| Карли Ллойд (1) Криста Вансэнт (11) Рэчел Адамс (8) Николь Фосетт (21) Кристин Хильдебранд (10) Лорен Паолини (6) Натали Хагглунд (л) Кэссиди Лихтман Мишель Барч (6) Дженна Хагглунд | Голы | Макрис Карнейро (2) Фе Гарай (20) Аденизия да Силва (5) Розамария Монтибельер (3) Мариана Коста (4) Барбара Брух Камила Брайт (л) Мишель Паван Жойс Силва (3) Ана Тьеми Жаклин Перейра (10) Анжелика Малинверно (5) |

## Итоги

### Положение команд
| Мужчины        | Женщины                  |
| -------------- | ------------------------ |
| Аргентина      | США                      |
| Бразилия       | Бразилия                 |
| Канада         | Доминиканская Республика |
| 4. Пуэрто-Рико | 4. Пуэрто-Рико           |
| 5. Куба        | 5. Куба                  |
| 6. США         | 6. Аргентина             |
| 7. Мексика     | 7. Перу                  |
| 8. Колумбия    | 8. Канада                |

### Призёры

#### Мужчины
Аргентина: Хавьер Филарди, Николас Уриарте, Факундо Конте, Хосе Луис Гонсалес, Себастьян Соле, Пабло Крер, Лучано Де Чекко, Мартин Рамос, Эзекиэль Паласиос, Максимилиано Гауна, Себастьян Клостер, Лусиано Дзорнетта. Главный тренер — Хулио Веласко.
  Бразилия: Карлос Баррето Силва, Тьяго Велозо, Флавио Гуалберто, Дуглас Соуза, Маурисио Луис ди Соуза, Рафаэл Араужо, Мурило Радке, Маурисио Силва, Жуан Феррейра, Ренан Буйатти, Тьяго Брендле, Отавио Энрике Пинто. Главный тренер — Роберлей Леоналдо.
  Канада: Тайлер Сандерс, Джон Гордон Перрин, Льюис Дэниэл, Руди Верхуфф, Адам Симак, Дастин Шнейдер, Тонтье ван Ланквельт, Гэвин Шмитт, Фредерикс Уинтерс, Грэм Виграсс, Никлас Хоаг, Стивен Маршалл. Главный тренер — Гленн Хоаг.

#### Женщины
США: Лорен Паолини, Кэссиди Лихтман, Кристин Хильдебранд, Натали Хагглунд, Кёрсти Джексон, Николь Фосетт, Мишель Барч, Фэлин Фоноймоана, Дженна Хагглунд, Рэйчел Адамс, Карли Ллойд, Криста Вансэнт. Главный тренер — Дэниэл Фишер.
  Бразилия: Розамария Монтибеллер, Аденизия да Силва, Жаклин Перейра ди Карвальо Эндрес (Жаке), Мишель Паван, Жойс Силва, Ана Тьеми, Фернанда Гарай Родригис (Фе Гарай), Камила Брайт, Анжелика Малинверно, Барбара Брух, Макрис Карнейро, Мариана Коста. Главный тренер — Жозе Роберто Гимарайнс (Зе Роберто).
  Доминиканская Республика: Аннерис Варгас Вальдес, Марианне Ферсола Норберто, Бренда Кастильо, Камиль Домингес Мартинес, Ниверка Марте Фрика, Присилья Ривера Бренс, Йонкайра Пенья исабель, Джина Мамбру Касилья, Бетания де ла Крус де Пенья, Ана Йоркира Бинет Стефенс, Брайелин Мартинес, Джинейри Мартинес. Главный тренер — Маркос Квик.

### Индивидуальные призы
| Номинация                      | Мужчины                     | Женщины                        |
| ------------------------------ | --------------------------- | ------------------------------ |
| MVP                            | Факундо Конте               | Карли Ллойд                    |
| Лучшие связующие               | Лучано Де Чекко             | Карли Ллойд                    |
| Лучшие диагональные нападающие | Ренан Буйатти               | Николь Фосетт                  |
| Лучшие нападающие-доигровщики  | Хавьер Хименес Дуглас Соуза | Криста Вансэнт Мелисса Варгас  |
| Лучшие блокирующие             | Ливан Осория Луис Соса      | Аденизия да Силва Рэйчел Адамс |
| Лучшие либеро                  | Тьяго Брендле               | Камила Брайт                   |
| Лучшие на подаче               | Гэвин Шмитт                 | Джина Мамбру                   |
| Лучшие на приёме               | Тьяго Брендле               | Камила Брайт                   |
| Самые результативные           | Гэвин Шмитт                 | Карина Окасио                  |